# لنگی (پوشاک)

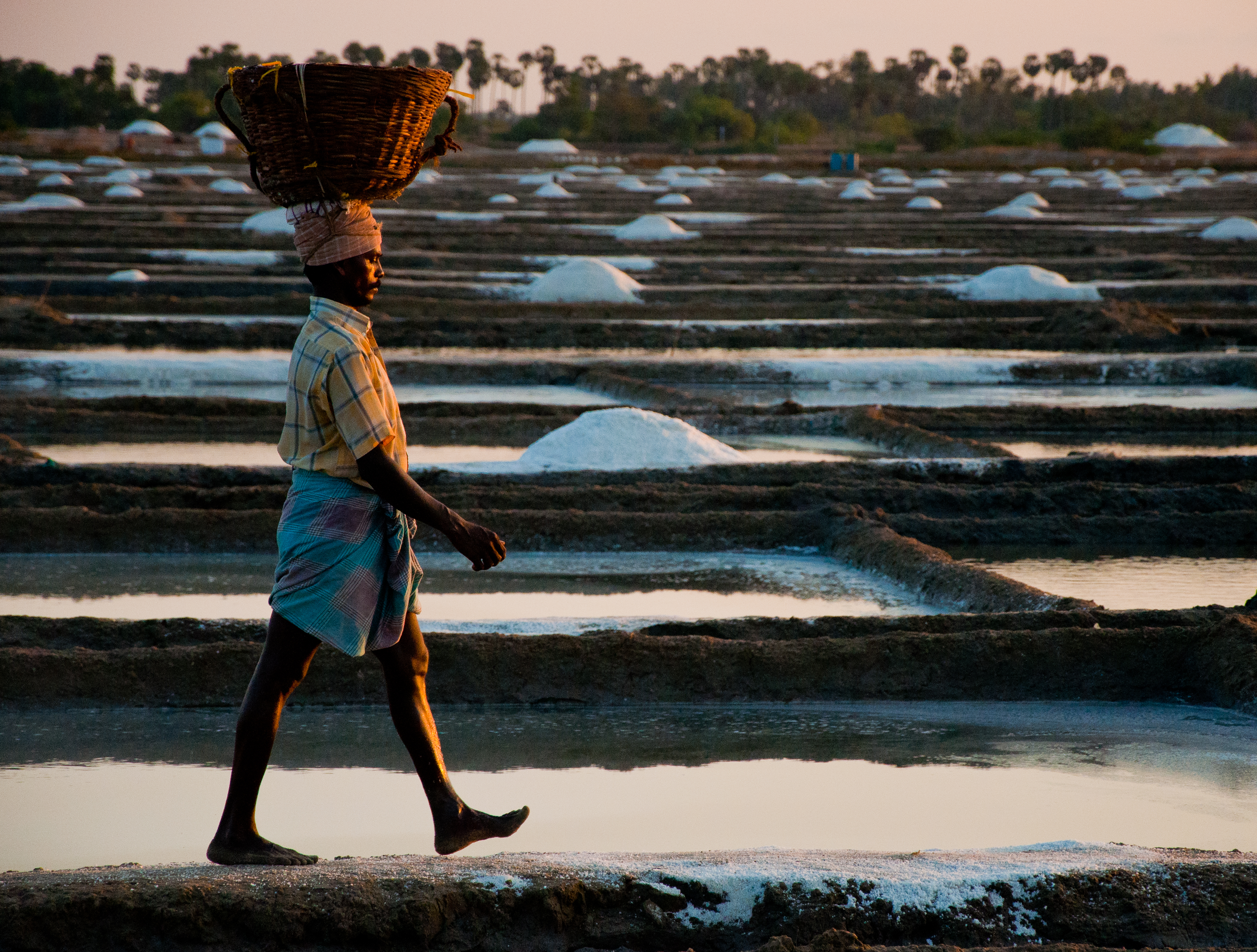
کارگر نمکزار در تامیل نادو با پوشش لنگی به‌طور معمول در حال فعالیت.

لنگی (انگلیسی: Lungi) نوعی سارونگ است که مبدأ آن شبه‌قاره هند است. لنگی، که به‌طور معمول چند رنگی است، یک دامن مردانه است که به صورت عادی دور کمر، زیر ناف بسته می‌شود و بخش پایین بدن را پوشش می دهد. به عنوان تن‌پوش راحتی و تن‌پوش خواب، در مکان‌ها و اقلیم‌هایی که گرما و رطوبت باعث افزایش عرق کردن می‌شود، و پوشیدن لباس‌های تنگ و رسمی همچون شلوار، باعث ناخوشایندی و معذب بودن می‌شود، می‌تواند پوشیده شود.

## طرح
این پوشاک، به‌طور خاص در نواحی بسیار گرم پوشیده می‌شود. ابعاد استاندارد لنگی بزرگسالان در هنگامی که هنوز به دور کمر پیچیده نشده و به صورت باز قرار دارد، به عرض ۱۱۵ سانتی‌متر (۴۵ اینچ) و طول ۲۰۰ سانتی‌متر (۷۹ اینچ) است. ابعاد لنگی خردسالان، در حدود دو-سوم ابعاد لنگی بزرگسالان می‌باشد. جنس این پوشاک به‌طور معمول از پنبه است و در طرح و رنگ‌های متنوعی در معرض فروش قرار داده می‌شوند. لنگی تولید شده از ابریشم، در مراسمی مانند ازدواج مورد استفاده قرار می‌گیرد. فرم متدوال این پوشاک، تک رنگ و تارتان است که منعکس کننده سهولت نسبی و مقرون به صرفه بودن تولید این نوع طرح‌ها در ماشین بافندگی می‌باشد.

## کاربرد
با توجه به سنت محلی، لنگی می‌تواند توسط مردان و یا به ندرت توسط زنان پوشیده شود. آنها به روش‌های مختلفی به دور کمر پیچیده شده و در جای خود ثابت می‌گردند و می‌توانند در فعالیت‌های فرهنگی گوناگون، از زندگی روزمره معمولی تا مراسم با شکوه عروسی مورد استفاده قرار گیرند. میزان اندازه قدی لنگی می‌تواند با توجه به شرایط تنظیم شود، به عنوان مثال با تا کردن لنگی از وسط می‌توان آن را به صورت دامن کوتاه درآورد. از این روش بیشتر برای کارگرانی که به مدت طولانی در زیر آفتاب سوزان کار می‌کنند استفاده می‌شود.

## گونه‌های منطقه ای
هند

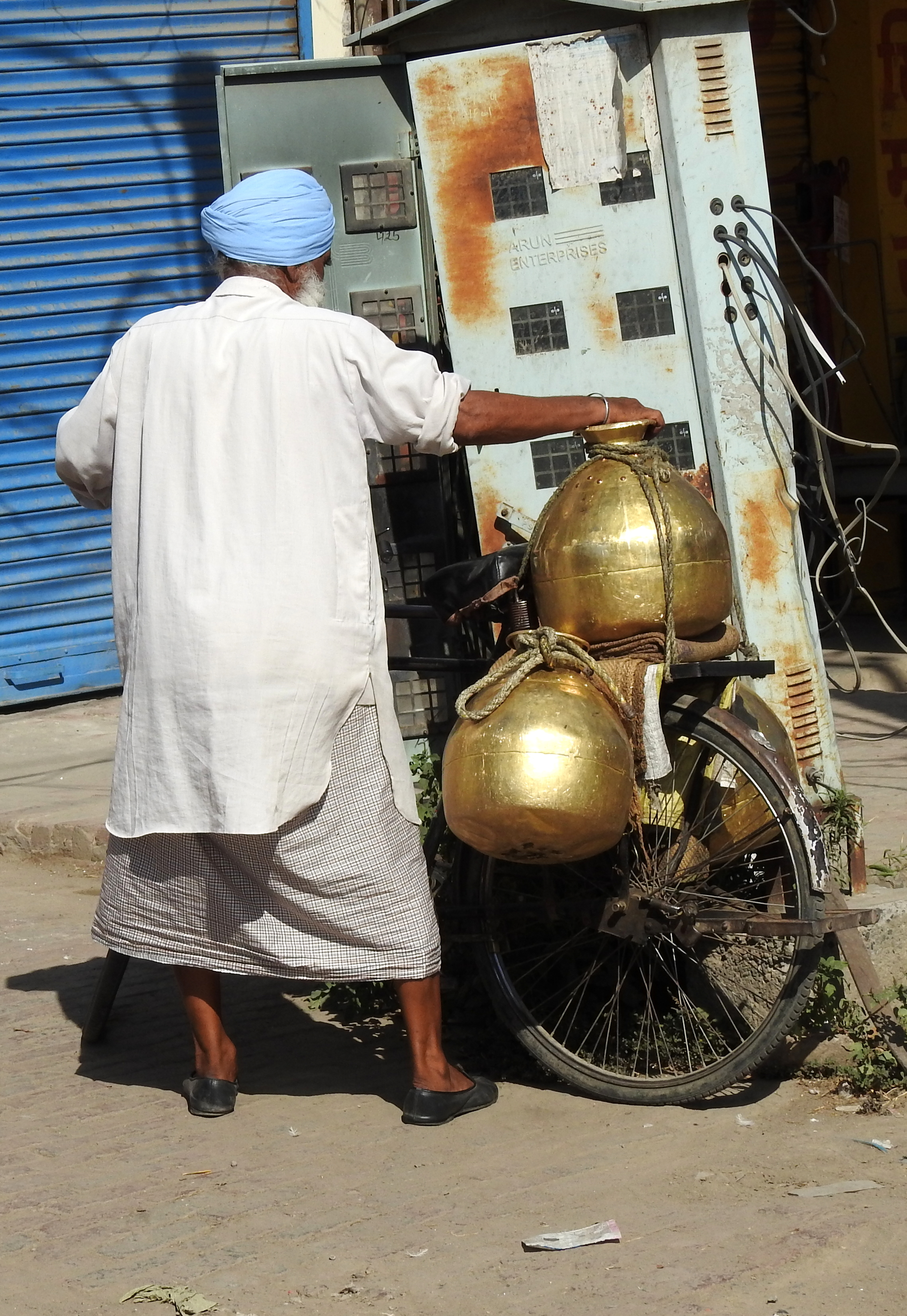
لنگوت

در هند، نحوه پوشیدن لنگی در هر ایالت متفاوت است. لنگی می‌تواند همراه یا بدون لباس سنتی پارچه سادهٔ کاوپینام یا لباس لنگوت دوخته شدهٔ امروزی، که هر دو از نوع لباس زیر دور کمر هستند، پوشیده شود.
در ایالت کرالا، لنگی به‌طور معمول رنگارنگ بوده و با طرح‌های گوناگون قابل تهیه است و مردان و زنان آن را می‌پوشند. لنگی را با عنوان کایلی هم نام می‌برند. به‌طور معمول کارگران هنگام کار کردن آن را می‌پوشند. موندو/دوتی نوعی از لنگی است و بیشتر به رنگ سفید می‌باشد که اغلب دارای گلدوزی (کاساوو (kasavu)) طلایی، به ویژه در حاشیه‌های آن است.